# District de Fayaoué
Le District coutumier de Fayaoué se situe en Nouvelle-Calédonie, au centre de l'île d'Ouvéa dans l'archipel des Loyauté et donc dans l'Aire coutumière Iaai. 

## Autorités coutumières
Le grand-chef est Cyrille Wénéguéi, également chef de la tribu de Fayaoué. 

## Tribus
Il comprend 11 tribus :
- Banout,
- Fayaoué,
- Guei,
- Nanéméhu,
- Nimaha,
- Ognahut,
- Ouassadieu,
- Ouenghé,
- Ouloup-Saint-Gabriel,
- Wakat,
- Wadrilla

## Démographie
Il s'agit du district le plus peuplé de la commune et île d'Ouvéa. Sa population était en 1996 de 1 975 résidents (54 % d'Ouvéa). Parmi celles-ci, 1 579 (79,95 %) appartenaient à une des tribus du district, 323 (16,35 %) provenaient de tribus d'autres districts et 73 (3,7 %) ne provenant d'aucune tribu. S'y ajoutaient 1 208 individus déclarant appartenir à une tribu du district mais n'y résidant pas. La tribu la plus peuplée est celle de Wadrilla à son extrémité nord (388 résidents en 1996, soit 19,65 % de ceux du district), et la moins peuplée est Nanéméhu (55 habitants en 1996). 
Sa population est jeune, son âge moyen global étant de 24,7 ans, dont 24,1 ans pour les résidents et 25,8 ans pour les non-résidents en 1996. Chez les premiers, 848 (42,94 %) avaient moins de 15 ans et 1 013 (51,29 %) moins de 20 ans. En revanche, les résidents de plus de 61 ans étaient la même année au nombre de 118 (5,97 %). La taille moyenne d'un ménage était de 5,3 personnes. Le niveau d'étude est assez bas, puisque, toujours en 1996, 881 des résidents de 14 ans ou plus sur 1 218 (et donc 72,33 %) n'avaient aucun diplôme à leur actif. Et seulement 49 (4,02 %) avait au minimum un baccalauréat (général, technologique ou professionnel), dont 21 (1,72 %) un diplôme universitaire. 616 d'entre eux (50,57 %) ont arrêté leur scolarité à la fin de l'enseignement primaire ou avant. En 1996, 1 184 résidents (59,95 %) savaient parler le français, 1 171 (59,29 %) pouvaient le lire et 1 164 (58,94 %) l'écrire (ces proportions montent respectivement à 71,27 %, 70,36 % et 69,29 % chez les non-résidents). La langue vernaculaire locale est l'iaai. 
Il y avait en 1996 310 résidents déclarés comme chômeurs pour 546 actifs, soit un taux de chômage de 56,78 %. Il est à noter toutefois que n'entre pas dans le chiffre des actifs les personnes catégorisées comme « autres » (au nombre de 468, essentiellement des personnes vivant d'activités coutumières traditionnelles). Sur les 872 non-résidents de 14 ans et plus (72,19 % du total), 421 sont des actifs (48,28 %, et presque autant que les actifs résidant dans le district, ce qui tend à démontrer une certaine fuite des actifs notamment à Nouméa pour y trouver du travail, tout en gardant une attache à la tribu) pour 110 chômeurs (soit un taux de chômage de 26,13 %), 204 sont des élèves ou étudiants (23,39 %) ainsi que 48 retraités (soit 54,55 % de la totalité des retraités, résidents et non-résidents). 
La population est essentiellement protestante, selon le culte de l'Église protestante de Kanaky Nouvelle-Calédonie (membre de l'Alliance réformée mondiale, donc calviniste). Il existe toutefois une église catholique à Fayaoué. Cette dernière tribu fait office de chef-lieu d'Ouvéa, avec la présence des services provinciaux et de nombreux commerces ou équipements, avec Wadrilla située plus au nord et autre composante du district de Fayaoué, où la mairie est localisée.